# Von (rivière)
Pour les articles homonymes, voir Von.
La rivière Von  (anglais : Von River) est un cours d’eau de la région d’Otago située dans l’Île du Sud de la Nouvelle-Zélande, s’écoulant dans le lac Wakatipu. Elle fut dénommée d’après l’explorateur Nicholas von Tunzelmann (en)